# Pi-hole
Pi-holeは、プライベートネットワークでの使用を目的とした、DNSシンクホールとして機能し、DHCPサーバーとしても動作するLinuxネットワークレベルの広告およびインターネットトラッカーのブロックアプリケーションである。ネットワーク機能を備えたRaspberry Piのような低消費電力の組み込みデバイス向けに設計されているが、ほぼすべてのLinuxマシンにインストール可能である。
Pi-holeは、従来のウェブサイト広告だけでなく、スマートテレビやモバイルオペレーティングシステムの広告など、異なる場所に表示される広告もブロックできる。さらに、特定のウェブサイトをブロックしたり、ペアレンタルコントロールを適用したりするよう設定することも可能である。

## 歴史
Pi-holeプロジェクトは、AdTrapのオープンソースの代替として2014年にジェイコブ・サルメラ（Jacob Salmela）によって作成され、GitHubでホストされた。それ以来、複数の貢献者がプロジェクトに参加している。

## 特徴
Pi-holeは、FTLDNSと呼ばれる修正されたdnsmasq、cURL、lighttpd、PHP、AdminLTE Dashboardを使用して、既知の追跡ドメインおよび広告ドメインへのDNS要求をブロックする。このアプリケーションはプライベートネットワークのDNSサーバとして機能し、既存のDNSサーバを置き換えることで、ユーザーのデバイスに対する広告および追跡ドメインのブロックを実現する。定義済みのソースから取得した設定可能なリストを基に、広告および追跡ドメインをDNSクエリと照合する。いずれかのリストまたはローカルで構成されたブロックリストに一致するドメインが見つかった場合、Pi-holeは要求されたドメインの解決を拒否し、要求元のデバイスにダミーアドレスで応答する。
Pi-holeはネットワークレベルでドメインをブロックするため、ウェブページ上のバナー広告だけでなく、Android、iOS、スマートテレビなどの異なる場所に表示される広告もブロックできる。
VPNサービスを使用することで、Pi-holeはルーターのDNSフィルター設定を介さずにドメインをブロックできる。VPNをサポートするデバイスであれば、DNSサーバーを個別に設定することなく、携帯電話ネットワークやホームネットワークでPi-holeを利用可能である。Pi-holeをVPNと統合することで、ユーザーは広告ブロック機能とトラッカーブロック機能をローカルネットワーク外のデバイスにも拡張でき、外出先でも一貫した保護を提供できる。この設定により、トラフィックを安全な接続へ誘導することで、信頼性の低いネットワークやパブリックネットワークにおいてもプライバシーとセキュリティを確保できる。
Pi-holeはその性質上、ドメイン名を手動でブロックリストに追加することで、ウェブサイトのドメイン全体をブロックできる。同様に、ドメインのブロックによってウェブサイトの機能が損なわれた場合は、手動で許可リストに追加することで対応可能である。Pi-holeはネットワーク監視ツールとしても機能し、DNS要求やネットワーク障害のトラブルシューティングに役立つ。さらに、悪意のあるドメインやフィッシング攻撃をブロックすることでセキュリティを強化し、接続されたデバイスにおけるマルウェア感染のリスクを軽減できる。また、Pi-holeはCloudflareが提供するcloudflaredバイナリを利用することで、DNSサーバーとして機能するデバイスでDNS over HTTPSの使用を促進することも可能である。

## 従来の広告ブロッカーとの違い
Pi-holeはファイアウォールと同様の機能を持ち、ネットワーク内のすべてのデバイスで広告および追跡ドメインをブロックする。一方、従来の広告ブロッカーはユーザーのブラウザ上でのみ動作し、同じマシン内でのみ広告を削除する。